# Agricultura en Somalia

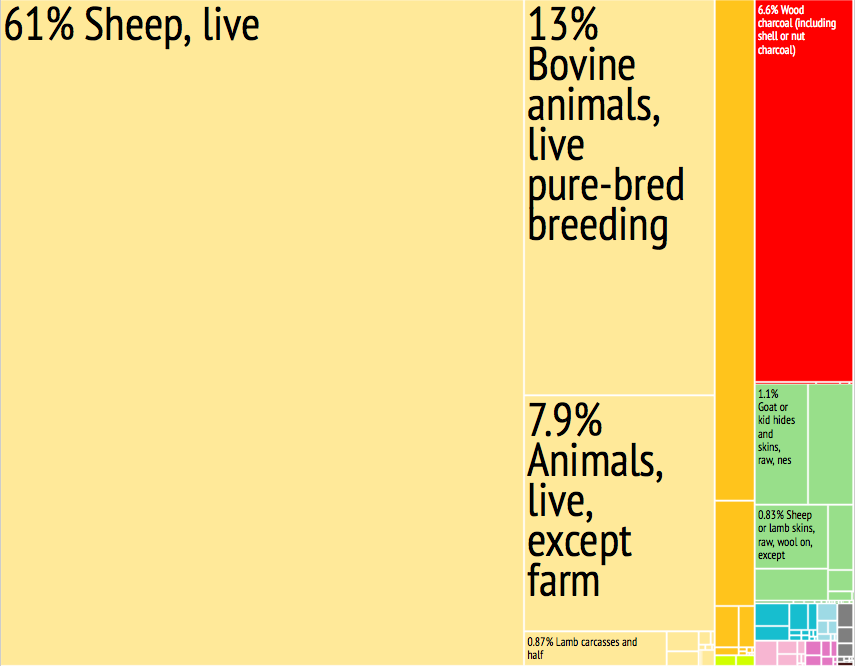
Representación gráfica de las exportaciones de producto de Somalia en 28 categorías codificadas en colores.

La Agricultura en Somalia (en somalí: Beeraha Soomaaliya
) es primordial, ya que es el sector económico más grande del país, y es la que acoge mayor fuerza laboral. Aporta más del 65% del PIB nacional, desde la distribución nacional y su exportación hacia otras partes del continente, Oriente Medio y Europa.

## Ganadería
La economía de Somalia consiste tanto en producción tradicional como moderna, con un cambio gradual a favor de las técnicas industriales modernas que se arraigan en sus tradiciones. La agricultura es el principal sector económico del país. Aporta el 65% del PIB y da trabajo al 65% de la población. El ganado solo contribuye el 40% a PIB y más del 50% de los ingresos de exportación.

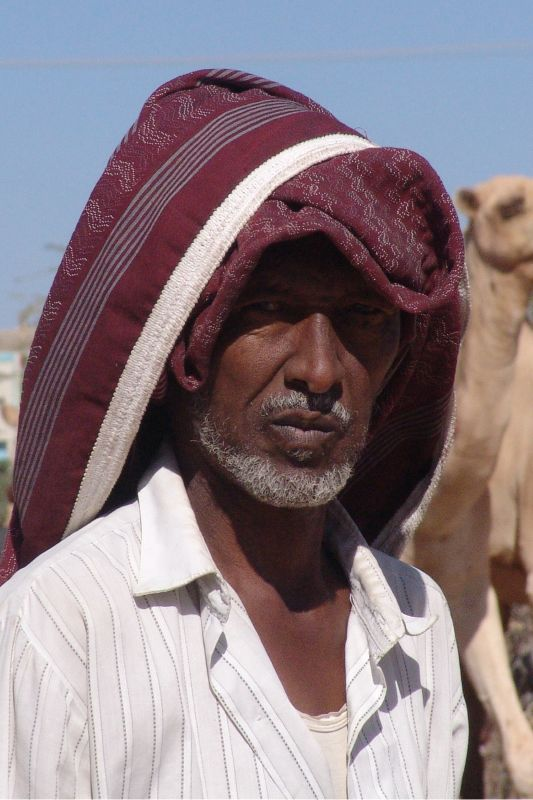
Un comerciante de camellos en Hargeisa, Somalia.

Según el Banco Central de Somalia, aproximadamente el 80% de la población son pastores nómadas o seminómadas, quiénes mantienen camellos, cabras, ovejas y bovinos. Los pastores también recolectan resinas y goma natural para complementar sus ingresos.
Camellos, ovejas y cabras, son los principales tipos de animales utilizados en la ganadería local, particularmente en la zona norte del país. El ganado incluye a la cabra somalí y a la oveja somalí. La cabra somalí es utilizada principalmente para la producción de carne. Tanto los machos como las hembras tienen cuernos, a pesar de que a las hembras se les extrae los cuernos. Las cabras son resistentes ante las sequías, y cuando son ordeñadas, pueden producir entre 1 y 3 litros de leche por día, incluso cuándo el acceso a agua es limitado. La oveja somalí es el antepasado directo de la oveja de cabeza negra persa, el cual fue el último criado en Sudáfrica entre a fines del siglo XIX hasta comienzos del siglo XX y ha sido utilizado extensamente para el cruce entre ovejas de muchas áreas tropicales. Pertenece al tipo de cola gorda, y se les corta a ambos sexos. El animal se cría principalmente para la producción de carne, y es una importante fuente de exportación de la economía nacional, en particular hacia la Península arábiga.
Con la ventaja de estar localizados cerca de la Península arábiga, los comerciantes somalíes han comenzado a desafiar cada vez más a la hegemonía tradicional de Australia sobre el mercado de ganado y carne en el Golfo Árabe, ofreciendo animales de calidad a precios muy bajos. En respuesta, las naciones del Golfo Pérsico han comenzado a realizar inversiones estratégicas en el país, como la construcción de infraestructura de exportación de ganado por parte de Arabia Saudita y la participación de los Emiratos Árabes Unidos en la compra de grandes extensiones de tierras de cultivo. La mayoría de ganado es exportado a través del Puerto de Bosaso en el norte, y en el Puerto de Berbera. En marzo de 2013, los comerciantes de ganado también reanudaron las exportaciones en el sur, en el Puerto de Mogadiscio. Después de la inspección en una instalación de animales en cuarentena recién construida en Mogadiscio, 13 000 cabras y 2 435 camellos fueron enviados a los mercados de Egipto, Emiratos Árabes Unidos, Arabia Saudita y Baréin.

Un rebaño de ovejas somalíes.

La Curtiembre de Bosaso es una empresa de fabricación, distribución e importadora y exportadora de 10 años de antigüedad, que procesa pieles de oveja y cabra húmeda, salado seco, azul húmedo, encalado, calizas, en vinagre y expuestos al aire. Poseen una de las pieles naturales de mejor calidad del continente. La compañía exporta carca de 90 000 toneladas de pieles y cueros al año desde Bosaso hacia Etiopía, Turquía, Pakistán, India, China e Italia. Las pieles de camellos, ovejas y cabra también son exportadas hacia los Emiratos Árabes Unidos. El tipo azul mojado es exportado hacia Medio Oriente y en varias partes de Europa. A partir de 2012, la compañía se expandido hacia la producción de cuero confeccionado para su eventual exportación hacia mercados de consumo en el Medio Oriente y en otras áreas.
En 2007, la autoridad de la ciudad de Burao en colaboración con organizaciones de desarrollo y de comerciantes locales, abrieron Complejo de Carne y Productos de Burco. En un año en desarrollo, el mercado posee dos salas principales y puede abarcar a más de 2 000 comerciantes. En conjunto con el gobierno italiano, las autoridades de Puntlandia también están programados en abrir un nuevo mercado de ganado en Galcaio.

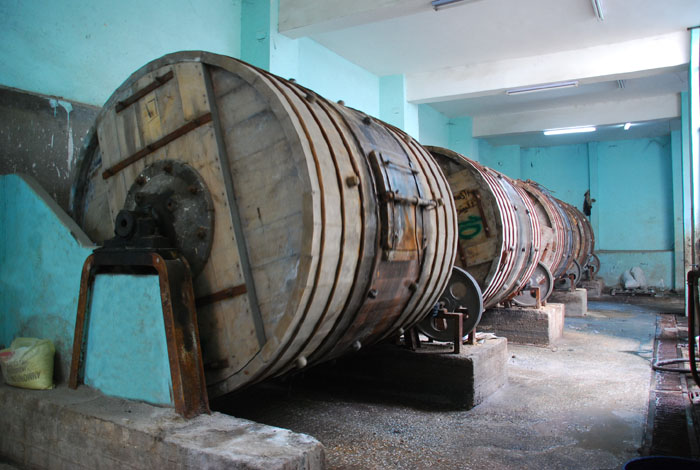
Maquinaria en un taller de curtidería en Bosaso.

En junio de 2014, la Unión Europea (UE) y la Oficina Interafricana de Recursos Animales de la Unión Africana (AU-IBAR) lanzaron conjuntamente en Mogadiscio, el nuevo proyecto de Fortalecimiento de Servicios de la Salud Animal en Somalia (RAHS). El programa de 4 millones de euros (5.4 millones de USD), tiene como objetivo promover la producción ganadera de 250 000 pastores locales, fortalecer aún más la capacidad, calidad, acceso y sostenibilidad de la prestación de servicios nacionales de sanidad animal, y mantener su exportación. También se busca que el RAHS apoye iniciativas de desarrollo en el sector privado en la industria ganadera, y mejore las asociaciones entre el sector público y privado.
Según la Organización de las Naciones Unidas para la Alimentación y la Agricultura (FAO), Somalia exportó un récord de 5 millones de unidades de ganado a los mercados de la región del Golfo en 2014. Valorado en $300 millones de dólares, las exportaciones incluyeron 4.6 millones de ovejas y cabras, 340 000 cabezas de ganado y 77 000 camellos. El aumento del comercio se vio facilitado  por una mayor inversión sectorial del gobierno somalí en conjunto con la FAO, quienes se enfocaron en la infraestructura ganadera, la vacunación de ganado y servicios de tratamiento, y en la producción de forraje. Además, los modernos mataderos, las carnicerías y los criaderos de ganado han reforzado el comercio de ganado. Con el fin de aprovechar los productos ganaderos de valor agregado, también se ha lanzado un programa destinado a mejorar la calidad de la producción de leche en la región noroeste del país, con la asistencia de la Unión Europea. En mayo de 2015, 150 trabajadores locales están programados para recibir capacitación adicional por la FAO, en el proceso de curtido.

## Agricultura

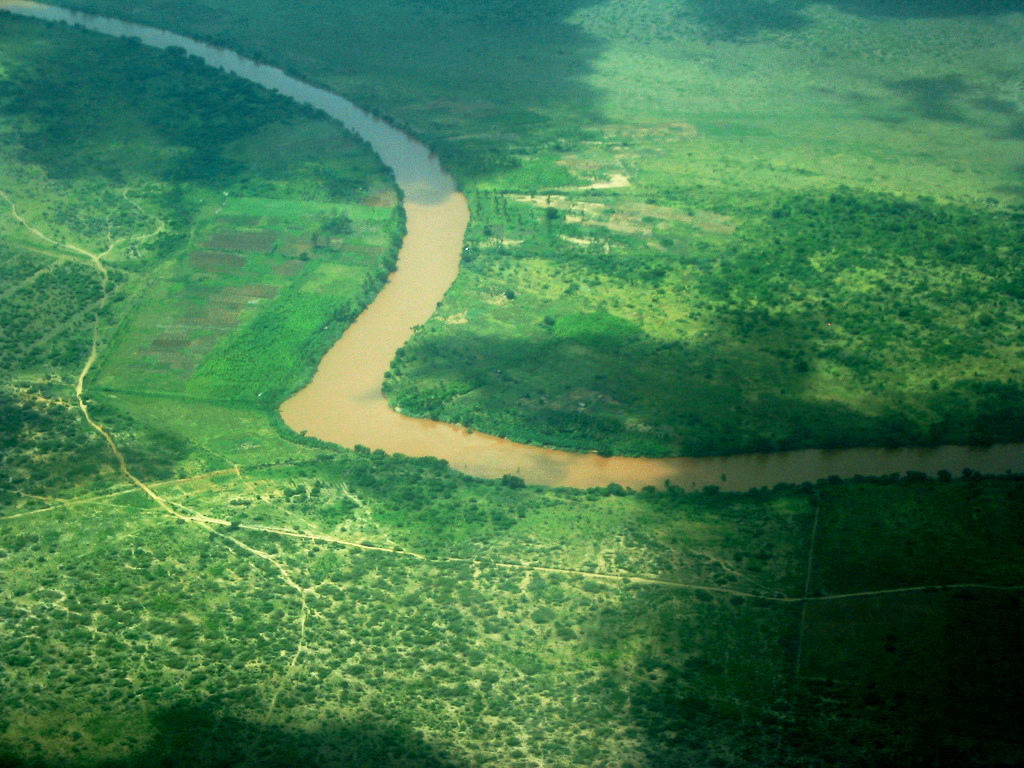
Tierras de cultivo a lo largo del Río Juba en la región sureña de Jubbada Hoose, un centro agrícola local.

Los terrenos agrícolas de Somalia se concentran en el sur del país, en las regiones de Gedo, Jubbada Dhexe, Jubbada Hoose, Shabeellaha Hoose, Shabeellaha Dhexe y Hiiraan. El río Juba y el río Shebelle pasan por estas provincias, haciendo que el suelo sea más propicio para la agricultura que la árida región del norte, en donde tradicionalmente se ha practicado el pastoreo.
Entre las principales exportaciones de cultivos incluyen plátanos; el azúcar, el sorgo y el maíz son productos para el mercado nacional. Según el Banco Central de Somalia, las importaciones de bienes san un total de $460 millones de dólares al año, y han recuperado e incluso superado las importaciones totales que había en Somalia, antes de la guerra civil en 1991. Las exportaciones, que abarcan un total de $270 millones de dólares al año, también ha superado los niveles de exportación agregados antes de la guerra, pero aún mantienen un déficit en la cuenta comercial de aproximadamente $190 millones de dólares por año. Sin embargo, este déficit comercial ha sido superado por creces por las remesas enviadas por los somalíes en la diáspora, los cuales han ayudado mantener el nivel de importación.
A mediados de 2010, la comunidad empresarial de Somalia también se comprometió en invertir $1 billón de dólares en las industrias de economía nacional durante los próximos 5 años. Abdullahi Hussein, director de la recién creada Compañía Transnacional de Gas y Electricidad Industrial, pronosticó que la estrategia de inversión crearía 100 000 empleos. La nueva compañía se estableció mediante la fusión de 5 empresas somalíes de los sectores de comercio, finanzas, seguridad y telecomunicaciones. La segunda fase del proyecto, el cual empezó hacia mediados y finales de 2011, consistió en la construcción de fábricas en zonas económicas designadas especialmente para la agricultura, ganadería, pesca e industrias mineras.

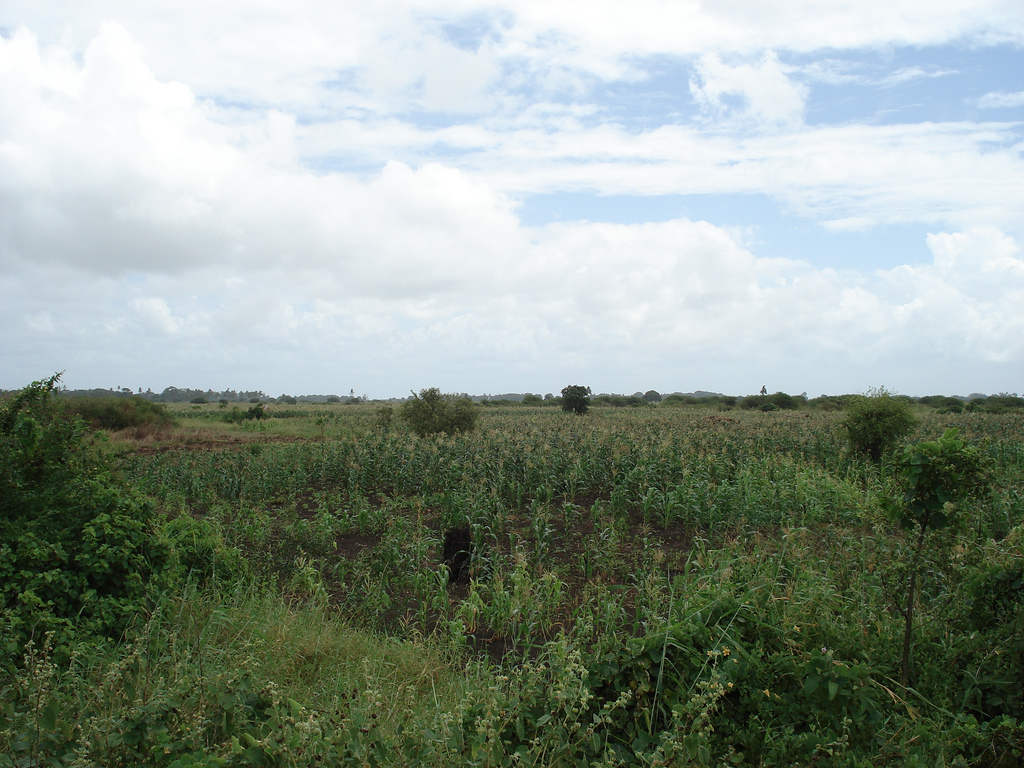
Un campo de maíz en el sur del país.

En 2014, los agricultores locales completaron un programa que les permiten pro primera vez, vender grano de alta calidad al PMA de la ONU. Bajo esta iniciativa, los cultivadores recibieron capacitación de expertos del FAO y del WFP expertos sobre la clasificación de granos, el manejo de la pos-cosecha, la gestión de almacenamiento y depósito. El objetivo es fortalecer la base de conocimientos y la capacidad de producción de los agricultores para cumplir con los estándares internacionales de suministro. Para marzo de ese año, los agricultores de la zona centro-sur de Somalia habían vendido a través del programa 200 toneladas métricas de grano de maíz de alta calidad. Según el ministro de Agricultura Abdi Ahmed Mohamed, el gobierno está trabajando para rehabilitar aún más el sector agrícola, a través de la producción agrícola y los esfuerzos de estabilización. Los agricultores en última instancia pretenden ir más allá de la distribución local y convertirse en un importante proveedor de granos para la región en general.
En marzo de 2014, la Conferencia y Exposición de Productores Somalíes (SOPEC) se celebró en el World Trade Center Dubai como parte de una iniciativa por el gobierno federal, para promover productos somalíes de los sectores agrícolas, ganaderos y pesqueros en los Emiratos Árabes Unidos y otros mercados estatales del Golfo Pérsico. En mayo de ese año, los comerciantes agrícolas también retornaron las exportaciones de plátano hacia la Península arábiga. Además,comenzaron a explorar mercados más nuevos para sus productos agrícolas en Kuwait y Dubái.
En diciembre de 2014, el Ministerio de Agricultura anunció que comenzarían un nuevo proyecto de gestión de aguas en el río Shabelle en 2015, con el fin de ayudar a los pequeños agricultores. La iniciativa consiste en parte, en la construcción de canales de agua adicionales para controlar de manera más efectiva los caudales de los ríos en las granjas.

## Pesca
Somalia posee la costa más extensa del continente. Previo al estallido de la guerra civil en 1991, el país tenía varios centros pesqueros. El atún, la langosta, y otros productos marinos de altísimo valor fueron cosechados localmente para los mercados marinos nacionales e internacionales. Desde entonces, el gobierno se ha esforzado por trabajar con las comunidades locales para reconstruir la industria pesquera y normalizar su comercio. Con este fin, las flotas pesqueras de Europa y Asia han logrado acuerdos de pesca comercial en la región nororiental de Puntlandia.

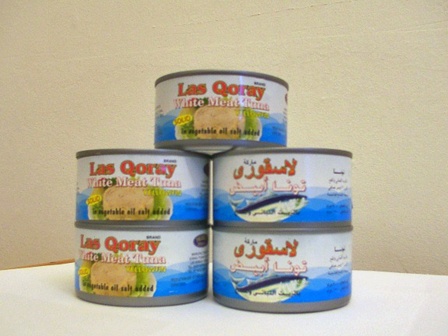
Latas de atún de la marca Las Qoary, hecho en Las Khorey.

En 2012, las autoridades de Puntlandia también recurrieron a un equipo de ingenieros para evaluar las renovaciones en curso en el puerto de Las Khorey. Según el ministro de Puertos, Said Mohamed Rage, el gobierno de Puntlandia tiene la intención de lanzar más proyectos de desarrollo en la ciudad.
En abril de 2013, el Ministerio de Pesca y Recursos Marinos de Puntlandia, inauguró oficialmente un nuevo mercado pesquero en Garowe. Construido conjuntamente con las autoridades del Reino Unido y el UNDP, es parte de un plan de desarrollo regional más amplio, en donde se crearan otros dos mercados semilares en ese mismo año en Galcaio y Qardho.
En septiembre de 2013, el ministro de Pesca Mohamed Farah Adan también anunció que el gobierno planea abrir dos nuevas escuelas de formación marina en Eyl y Bandar Siyada (Qaw), otra ciudad costera nororiental. Los institutos están destinados a reforzar la industria pesquera regional y en mejorar el conjunto de habilidades del personal del Ministerio y los pescadores locales. Adan también indicó que el Ministerio en conjunto con la FAO abrirían un nuevo mercado pesquero en Bosaso, la cual tendría refrigeradores modernos.
En marzo de 2014, el presidente de Puntlandia Abdiweli Mohamed Ali, junto con representantes de la UE y la FAO, lanzaron oficialmente una nueva base de datos, para el registro de pescadores locales. Conocido como el Sistema de Base de datos de Identificación de Pescadores, es un proyecto de $400 000 dólares financiado por un Fondo Fiduciario de 7 Estados miembro de la Unión Europea. La base de datos proporcionará a los pescadores de la región, una tarjeta de identificación única. Utiliza datos biométricos, que pueden diferenciar entre las identidades de los individuos. El registro de los pescadores permitirá al gobierno de Puntlandia, identificar quienes pescan en sus aguas, y garantizar una gestión eficaz de la pesca, y el uso sostenible de los recursos mediante la recopilación datos vitales. Más de 3 100 pescadores ya se registraron en la nueva base de datos biométricos en los últimos 12 meses.

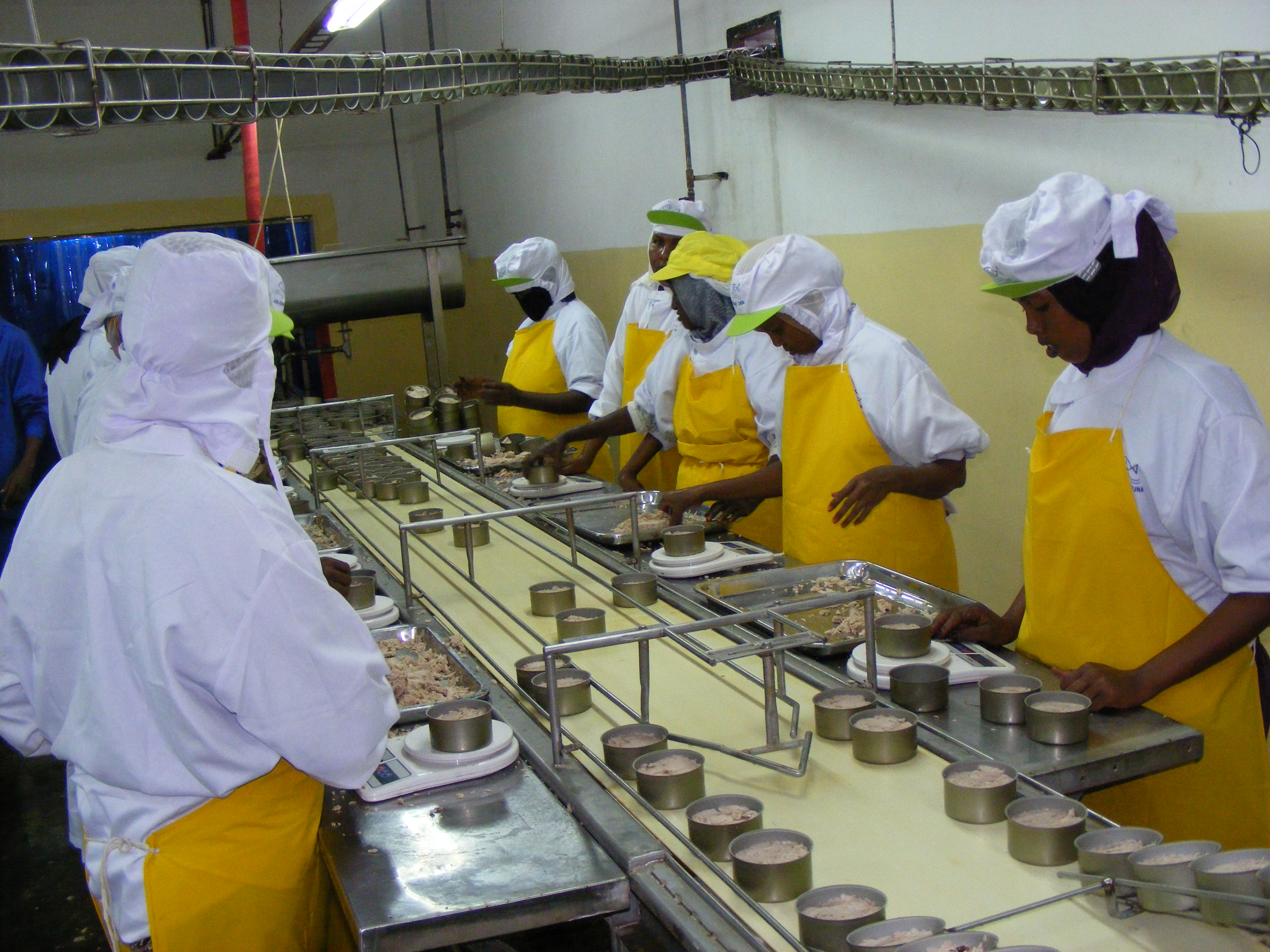
Fábrica procesadora de atún en Las Khorey.

En abril de 2014, una delegación del gobierno federal somalí que incluye al Presidente Hassan Sheikh Mohamud, el ministro de Pesca y Recursos Marinos Mohamed Olow Barrow, el ministro de Finanzas Hussein Abdi Halane, y Ministro de Planificación Said Abdullahi Mohamed, se reunieron en Bruselas con el Comisario de Desarrollo de la UE Andris Piebalgs y la Comisaría de Pesca María Damanaki para discutir las relaciones bilaterales. Las conversaciones fueron negociadas por el europarlamentario conservador escocés Struan Stevenson, con el objetivo de asegurar la financiación internacional para reconstrucción de la infraestructura de la industria pesquera en Somalia. Según Stevenson, el objetivo a largo plazo de la UE es de establecer un acuerdo de asociación pesquera con las autoridades somalíes para aprovechar las abundantes reservas marinas del país.
En junio de 2014, el ministro de Pesca de Puntlandia Hasan Mahmoud anunció que los gobiernos de Somalia y Yemen firmarían un Memorándum de Entendimiento para regular la pesca dentro las aguas territoriales de Somalia por pescadores yemeníes. Los ministerios de pesca de Puntlandia y Yemen son también  tienen previstos mantener conversaciones sobre cooperación bilateral, con el objetivo de preservar y explotar de manera efectiva los recursos marinos.
En octubre de 2014, en una reunión extraordinaria en Mogadiscio presidido por el Segundo Vicepresidente Mahad Abdalle Awad, el Parlamento Federal aprobó una nueva Ley de Pesca. La ley fue remitida a la legislatura por el Ministerio federal de Pesca. De los 140 legisladores presentes en la sesión parlamentaria, 135 votaron a favor, 2 votaron en contra, y 3 se abstuvieron.